# 安藤雄能
安藤 雄能（あんどう かつよし）は、江戸時代中期の紀伊国田辺藩8代藩主。

## 略歴
正徳5年（1715年）大身旗本・安藤直利の次男として誕生。
享保9年（1724年）11月29日に先代当主の安藤陳定が8歳で夭逝したため、翌年5月12日に跡を継いだ。享保15年（1730年）3月晦日に16歳で死去し、跡を養嗣子・次由（安藤信秀の次男）が継いだ。